# Horeca

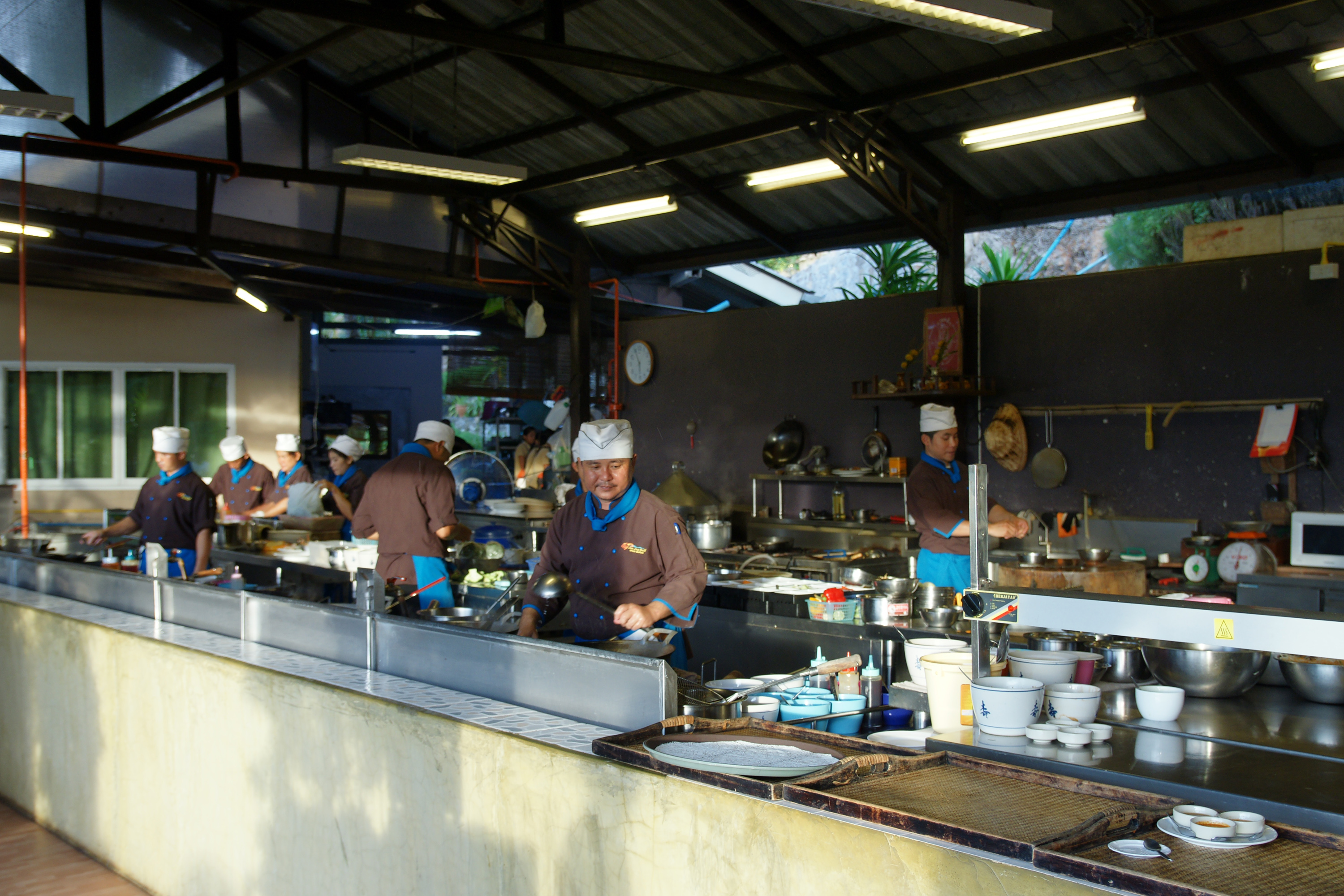
restaurace v Thajsku

HORECA je ekonomický pojem, který označuje segment hotelnictví a různých druhů gastronomických provozů (restaurace, kavárny, bary, pivnice, kluby, catering atd.).
Zkratka byla vytvořena ze slov HOtel/REstaurace/Kavárna (CAfé) či HOtel/REstaurace/CAtering.
V roce 2004 v tomto sektoru v Evropě pracovalo 7,8 milionu lidí a obrat přesáhl 338 miliard eur. Pracovní místa v tomto odvětví bývají dočasná, s nepravidelnou pracovní dobou a nízkou mzdou. Proto zde pracuje velké množství mladých lidí.